# Hasidijski Judje
Hasidijsko judovstvo je podskupina ortodoksnega judovstva. V uporabi poimenovanja je tudi izraz Hasidizem.
Gibanje izvira iz območja vzhodne Evrope, današnjega prostora Ukrajine in Belorusije. Ideja, ki razlikuje Hasidijske Jude od ostalih judovskih skupin je predvsem ta, da Rabin predstavlja spiritualno vez z Bogom.
Hasidijske skupine se razdelijo v 8 večjih in približno 30 manjših. Začetnik gibanja je bil rabin Israel ben Eliezer (1698–1760), znan tudi kot Ba'al Shem Tov.